# Йордан Янкулов
Йордан Кръстев Янкулов е специалист в областта на етерично-маслените и лечебните растения, доктор на биологическите науки и автор на десетки книги за отглеждането и лечебните свойства на растенията.

## Биография
През 1953 г. проф. Йордан Кръстев Янкулов завършва Агрономическия факултет на Селскостопанска академия „Георги Димитров“ и след това започва да работи в Самоков като младши научен сътрудник в опитната станция. Там прави проучвания върху адаптогенните растения, в това число и левзея.
През 1968 г. получава званието „кандидат на селскостопанските науки“. През 1989 г. – научна степен „доктор на биологическите науки“ и през 1992 г. му е присъдено званието „професор“.
От 1978 г. работи в Института по ботаника на Българска Академия на науките. Там той продължава изучаването и практическата си работа върху етерично-маслените и лекарствените растения. През 1990 г. е назначен за заместник-директор, а по-късно и за директор по науката в Институт по розата в град Казанлък.
Преподава в катедра „Ботаника“ на Биологическия факултет на Софийски университет „Климент Охридски“ в София и в Свободния университет „Асен Златаров“ в Бургас.

## Научни постижения
Професор Йордан Янкулов разработва над 60 нови технологии за култивиране и отглеждане на етерично-маслени и лекарствени култури. Създава 18 нови сорта лечебни растения и патентова 10 от тях. Те са внедрени и широко използвани не само в България, но и в много други страни /САЩ, Япония, Русия, Германия, Франция, Китай, Индия, Аржентина, Венецуела, Полша, Румъния. 
През 1985 г. е определен за почетен изобретател от Института за наука и рационализации. Едно от удостоверенията му за рационализация е за създаването на препарат, който има стимулиращо действие и е получен от корените на левзея. Регистриран е от ТИС при МНЗСГ/1964.